# No Caminho do Milagre
No Caminho do Milagre é o primeiro álbum ao vivo do cantor Davi Sacer e terceiro disco de sua carreira solo, lançado em agosto de 2011 pela gravadora Som Livre com produção musical do tecladista Kleyton Martins.
O álbum é caracterizado por reunir sucessos da banda Trazendo a Arca, desta vez cantadas apenas por Davi Sacer em carreira solo. Para o repertório, o cantor escolheu sucessos como "Sobre as Águas", "O Chão Vai Tremer" e "Marca da Promessa", que ganharam novos arranjos feitos por Martins, além das inéditas "No Caminho do Milagre" e "O Deus que Surpreende". A direção de vídeo foi assinada por Hugo Pessoa.
No Caminho do Milagre foi um sucesso comercial, embora não tenha sido unânime nas análises da mídia especializada, que questionou quão superáveis eram as regravações de Sacer de sucessos de sua ex-banda. Após o lançamento da obra, o cantor partiu rapidamente para a gravação de dois outros álbuns inéditos: Ao Deus das Causas Impossíveis, lançado ainda em 2011, e o solo Às Margens do Teu Rio (2012).

## Antecedentes
"Não havia nenhuma negociação antes. No início deste ano houve o interesse da Som Livre em me procurar para propôr este interesse, mas como tinha ainda o compromisso com outra gravadora, vi esse projeto quase que impossível, mas como sempre falo, aprouve a Deus movimentar os corações e tudo cooperou para que eu realizasse esse projeto com a Som Livre, na qual estou muito feliz."

—Davi Sacer, 2011, em entrevista ao Super Gospel.
Ao deixar o Trazendo a Arca e iniciar uma carreira solo, Davi Sacer chegou a afirmar em entrevista que encarou o processo como um desafio. Em 2011, disse ao Super Gospel que "tive que empreender esforço, pois comecei literalmente da estaca zero". Sua primeira iniciativa foi liberar o álbum Confio em Ti (2010), que foi um sucesso comercial, vendeu mais de 80 mil cópias e recebeu indicações ao Troféu Promessas.
Com a gravadora Art Gospel, Davi ainda tinha previsto, em contrato, a gravação de mais um álbum inédito. Ao mesmo tempo, a gravadora Som Livre começou a sondá-lo para a produção de um DVD. A estrutura limitada da Art Gospel fez com que o cantor fizesse um acordo de interrupção temporária do contrato. Ainda em 2011, o músico assinou com a Som Livre para a produção de um projeto ao vivo.

## Gravação
Davi Sacer escolheu a Via Show para a gravação do álbum. A casa de shows já era conhecida pelo músico. Shows de lançamentos de álbuns anteriores, como Olha pra Mim (2006), tinham sido promovidos lá.
O repertório concentrou músicas de relevância na carreira artística de Sacer com a banda Trazendo a Arca, como "Tua Graça me Basta" e "Restitui". Os créditos de composição também foram diferentes neste álbum: todas as músicas de Davi em parceria com Luiz Arcanjo receberam créditos "Luiz Arcanjo / Davi Sacer". Outras canções também tiveram créditos de composição invertidos.
O álbum também trouxe uma regravação da canção "Me Rendo", originalmente gravada no álbum Ao Vivo no Japão, um cover de "Alfa e Ômega" e as inéditas "O Deus que Surpreende" e "No Caminho do Milagre". A versão em DVD também trouxe várias faixas de Confio em Ti e a canção "Deus não Falhará".

## Lançamento e recepção
| Críticas profissionais | Críticas profissionais |
| Avaliações da crítica  | Avaliações da crítica  |
| Fonte                  | Avaliação              |
| ---------------------- | ---------------------- |
| O Propagador           | [ 9 ]                  |
| Super Gospel           | (favorável)            |

No Caminho do Milagre foi lançado pela gravadora brasileira Som Livre em 20 de agosto de 2011 em CD, DVD, blu-ray e download digital. O álbum recebeu uma avaliação favorável do Super Gospel, na autoria de Roberto Azevedo. Segundo ele, o DVD é "fruto de uma superprodução, com naipe de cordas e naipe de metais ao vivo". O resenhista também fez elogios aos arranjos feitos por Kleyton Martins.
Por outro lado, o guia discográfico do O Propagador atribuiu uma cotação mista de 3 estrelas de 5 ao álbum, ao afirmar que "as execuções instrumentais são altamente profissionais, corretas, mas não acrescentam as suas versões originais. Ou seja, não há nada de errado com as faixas, mas também não há praticamente nada de interessante sobre elas".

## Faixas
| CD             |                                  |                                                  |         |  |
| N.º            | Título                           | Compositor(es)                                   | Duração |  |
| 1.             | "Alfa e Ômega / Tu És Bem-Vindo" | Livingston Farias / Davi Sacer                   | 3:41    |  |
| 2.             | "O Chão Vai Tremer"              | Luiz Arcanjo Sacer                               | 4:42    |  |
| 3.             | "Toque no Altar"                 | Arcanjo Sacer                                    | 3:26    |  |
| 4.             | "Toda Sorte de Bênçãos"          | Davi Sacer Verônica Sacer Ronald Fonseca         | 5:48    |  |
| 5.             | "Olha pra Mim"                   | Arcanjo Sacer                                    | 5:26    |  |
| 6.             | "Maior Tesouro"                  | Sacer                                            | 4:30    |  |
| 7.             | "Sobre as Águas"                 | Fonseca Sacer Arcanjo                            | 5:52    |  |
| 8.             | "O Deus que Surpreende"          | Fabrício Miguel Davi Fernandes Diego Viana Sacer | 5:56    |  |
| 9.             | "Me Rendo"                       | Fonseca Sacer                                    | 4:20    |  |
| 10.            | "Tua Graça me Basta"             | Arcanjo Sacer                                    | 7:06    |  |
| 11.            | "No Caminho do Milagre"          | Roberta Viana Diego Viana                        | 6:05    |  |
| 12.            | "Restitui"                       | Arcanjo Sacer                                    | 8:01    |  |
| 13.            | "Marca da Promessa"              | Deco Rodrigues Arcanjo Sacer Fonseca             | 4:17    |  |
| 14.            | "Deus de Promessas"              | Davi Sacer Fonseca Verônica Sacer                | 6:24    |  |
| Duração total: | Duração total:                   | Duração total:                                   | 75:46   |  |

### DVD[12]
1. Pot-pourri (Alfa e Ômega/Tu és Bem-vindo)
2. Festa
3. O Chão Vai Tremer
4. Toque no Altar
5. Toda Sorte de Bênçãos
6. Te Amo Jesus
7. Bem Supremo
8. Olha pra Mim
9. Maior Tesouro
10. Sobre as Águas
11. O Deus que Surpreende
12. Confio em Ti
13. Espontâneo
14. Vim Orar
15. Me Rendo
16. Tua Graça me Basta
17. Essência
18. No Caminho do Milagre
19. Restitui
20. Marca da Promessa
21. Deus de Promessas
22. Deus não Falhará

## Ficha técnica
- Davi Sacer - vocais
- Verônica Sacer - vocais
- Duda Andrade - guitarra
- Kleyton Martins - piano, teclado, produção musical
- Eraldo Santos - bateria
- Luiz Moreira - baixo
- Marcos Natto - baixo
- Deividsson Baketa - violão, guitarra
- Esdras Gallo - arranjo de metais